# Petrus en Pauluskerk (Warschau)
De Petrus en Pauluskerk (Pools: kościół Św. Apostołów Piotra i Pawła) in de Poolse hoofdstad Warschau is een 19e-eeuws katholiek kerkgebouw van de Sint-Barbaraparochie . De kerk werd opgeblazen door de Duitsers tijdens de Tweede Wereldoorlog en herbouwd in de jaren 1950.

## Geschiedenis
In 1782 werd op de plaats het Heilig Kruis-kerkhof aangelegd. Het kerkhof werd in 1836 gesloten en in 1866 werd de (nog altijd aanwezige) Sint-Barabarakapel een gewone parochiekerk. Het kerkgebouw met ruimte voor slechts 200 gelovigen werd echter veel te klein en in april 1883 begon men in hoog tempo met de bouw van een nieuwe, veel grotere drieschepige kerk met een achthoekige koepel. In de nieuwe kerk was plaats voor 3000 gelovigen.
Een aanzienlijk bijdrage aan de bouw werd geleverd door de Poolse filantroop Tekla Rapacka, die in zijn testament van 1880 82.000 roebel naliet. Het kerkgebouw werd op 29 juni 1886 ingewijd door aartsbisschop Wincenty Teofil Popiel.

## Verwoesting en herstel
Tijdens de verdediging van Warschau in september 1939 explodeerde een munitiedepot bij de kerk. De schade was relatief gering en werd binnen een jaar hersteld. De verwoestingen in 1944 waren veel erger, toen Duitsers de hele kerk opbliezen. Van alle kerken in Warschau werd de Petrus en Pauluskerk het zwaarst getroffen, slechts de funderingen en onderaardse ruimten overleefden de vernietiging. Van het interieur werden delen van het hoofdaltaar, een beeld van Franciscus van Assisi, enkele kruiswegstaties en de beeltenissen van Onze Lieve Vrouw van Czestochowa en Onze Lieve Vrouw van Altijddurende Bijstand gered.
Op de oude fundamenten werd naar tekeningen van de architect Stanislaw Marzyński een geheel nieuwe kerk gebouwd. In aanwezigheid van aartsbisschop Antoni Szlagowski, die de eerste steen legde, werd op 7 september begonnen met de bouw. De kerk werd voltooid op 17 november 1957. De koepel werd vanaf de jaren 1960 gebouwd. Op 4 oktober 1979 werd de kerk plechtig ingewijd door kardinaal Stefan Wyszyński.
Opvallend in de kerk is het grote mozaïek in de apsis van de verrezen Christus en de apostelen Petrus en Paulus, gemaakt in 1995 door Wojciecha Łoskota.
Naast de kerk staat oude kapel van Sint-Barbara, gebouwd in de jaren 1782-1783 en het uit het jaar 1897 daterende standbeeld van Christus en de overspelige vrouw.